# 八宿棘豆
八宿棘豆（学名：Oxytropis baxoiensis）为豆科棘豆属下的一个种。